# Frances Morris
Frances Morris (Londres, 1958) és una historiadora de l'art britànica. El gener de 2016 va ser nomenada directora del Tate Modern (el Museu Nacional Britànic d'Art Modern), convertint-se en la primera dona a dirigir una galeria d'art britànica.

## Biografia
Frances Morris va néixer el 1958. Va estudiar historia d'art a la Universitat de Cambridge i es va graduar en el Courtauld Institut d'Art.
Després de treballar en la galeria Arnolfini de Bristol es va incorporar a la Tate Galeria com curadora el 1987, convertint-se en la responsable d'exhibicions en el Museu Nacional Britànic d'Art Modern en la seva obertura en 2000 i en directora del fons d'art internacional en 2006. El seu nomenament com a directora va ser anunciat al gener 2016 succeint a Chris Dercon. És la primera dona que dirigeix la Tate Modern. En el seu projecte ha posat l'accent especial en dones artistes.

## Vida personal
Està casada i té tres fills.